# Paris-Tours
Paris-Tours est une course cycliste française créée en 1896. C'est l'une des plus anciennes courses du calendrier professionnel. Se déroulant en automne, elle partage avec le Tour de Lombardie le surnom de « Classique des feuilles mortes ».
Née à la fin du XIXe siècle, c'est la deuxième course professionnelle en nombre d'éditions, derrière Paris-Roubaix et à égalité avec le Tour de Lombardie.
C'est une classique qui se court à travers la Beauce, la Gâtine tourangelle et le Val de Loire, en région Centre.
Les coureurs les plus titrés sont le Français Paul Maye, les Belges Gustave Danneels et Guido Reybrouck et l'Allemand Erik Zabel, avec trois succès chacun.

## Histoire

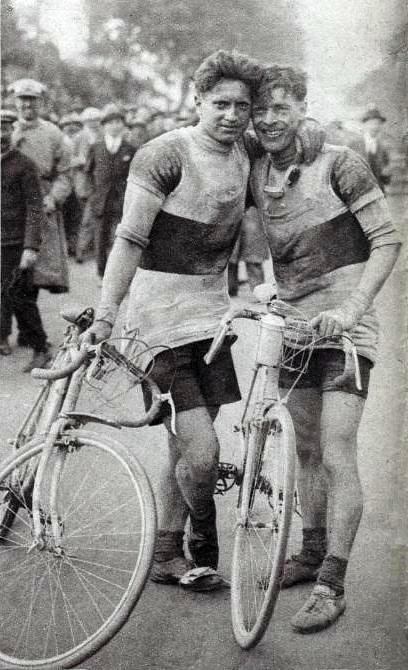
Les Suisses Henri Suter (1er) et Kastor Notter (2e), à l'arrivée de Paris-Tours 1926.

La course est créée par le quotidien Paris-Vélo en 1896, la même année que Paris-Roubaix, à l'occasion de l'inauguration du vélodrome de Tours. Cette première édition, qui se déroule le 17 mai 1896, est un succès populaire, attirant une foule considérable aux abords et à l'intérieur du vélodrome. La deuxième édition a lieu cinq ans plus tard, en 1901 (organisation conjointe du Véloce Club de Tours et du journal l'Auto-Vélo) et la troisième en 1906 (à l'initiative de Victor Lefèvre, directeur du vélodrome de Tours, et organisée par le Véloce Club de Tours et le journal l'Auto), date à partir de laquelle elle se tient annuellement. À partir de 1907, la course est réservée aux professionnels, organisée dorénavant par le quotidien L'Auto, qui avait créé le Tour de France peu de temps auparavant. Parmi les grands noms qui s'illustrent dans ces premières années, on peut citer Lucien Petit-Breton, François Faber ou Octave Lapize.
Une boucle passant par Chinon est ajoutée entre 1919 et 1926 pour permettre l'approche des côtes vallonnées de Tours sur la rive sud de la Loire et atteindre une distance totale de 342 kilomètres.
L'édition de 1921 fut particulièrement éprouvante à cause de tempêtes de neige. La moitié du peloton environ abandonna loin de l'arrivée ; le vainqueur fut Francis Pélissier.
En 1935, le dérailleur est autorisé pour la première fois. Pour la première fois également la course est retransmise en direct à la radio. En 1945, le journal L'Équipe, successeur de L'Auto, prend en charge l'organisation de la course. En 1950, l'arrivée s'effectue sur l'Esplanade du Champ de Mars, et non plus au vélodrome. Les années suivantes l'arrivée est jugée au sommet de la côte de l'Alouette.
À partir de 1951, la course se déroule en octobre, elle avait lieu au printemps jusque là, entre Paris-Roubaix et la Flèche wallonne. En 1958, la course est retransmise pour la première fois en direct à la télévision. En 1959, elle se termine par un circuit final avec une côte à franchir trois fois, l'Alouette.
En 1965, les dérailleurs ont été interdits et les coureurs limités à deux vitesses. La course est remportée par le néo-professionnel néerlandais Gerben Karstens, qui a choisi les développements 53 × 16 et 53 × 15 et terminé les 246 kilomètres, à une vitesse record de 45,029 km/h. L'expérience est jugée comme un échec lorsque la course de 1966 s'est terminée de la même manière qu'en 1964.
De 1974 à 1987, le tracé est plusieurs fois modifié : Tours à Paris (1974), Tours à Versailles (1975-1977), Blois à Paris (1978), Blois à Chaville (1979-1984), Créteil à Chaville (1985-1987). Durant cette période elle change même de nom, s'appelant successivement Blois-Chaville (1979-1984) ou le Grand Prix de l'Automne (de 1977 à 1979). Ce dernier nom restera associé aux autres parcours qui suivront jusqu'au retour à la formule Paris-Tours. L'intérêt de la formule du Grand Prix d'Automne est qu'elle incorporait dans son final les célèbres côtes de la vallée de Chevreuse, il y a même des nostalgiques de ces fins de course animées qui empruntaient les côtes des Dix-sept tournants, de la Madeleine, de Châteaufort, de l'Homme Mort et du Pavé des Gardes.
À partir de 1990, la course reprend son nom initial (Chaville-Tours en 1988-1989) et son parcours se stabilise. Elle connaît un regain d'intérêt dans les années 1990, dû à son inscription à la Coupe du monde de 1989 à 2004 ainsi qu'à son arrivée sur l'avenue de Grammont, qui lui donne un cachet particulier. Cette dernière ligne droite très large et longue de près de trois kilomètres est considérée comme l'un des hauts lieux du cyclisme, en particulier pour les sprinteurs. En 2011, elle est raccourcie à 800 mètres.
En 2018 une nouvelle modification de parcours est établie : le tracé emprunte désormais dans sa partie finale des chemins caillouteux, dits chemins de vigne, ainsi que plusieurs petites côtes raides. C'est le changement le plus radical, et le plus controversé, dans une épreuve qui en a connu beaucoup. Le lieu d'arrivée lui, ne change pas.
Elle fait partie de l'UCI ProTour entre 2005 et 2007, puis elle est classée en catégorie 1.HC au calendrier de l'UCI Europe Tour. En 2020, elle intègre l'UCI ProSeries, le deuxième niveau du cyclisme international. Elle est gérée par l'organisateur d’événements sportifs Amaury Sport Organisation. L'édition 2020 est exceptionnellement inscrite au calendrier de la Coupe de France.

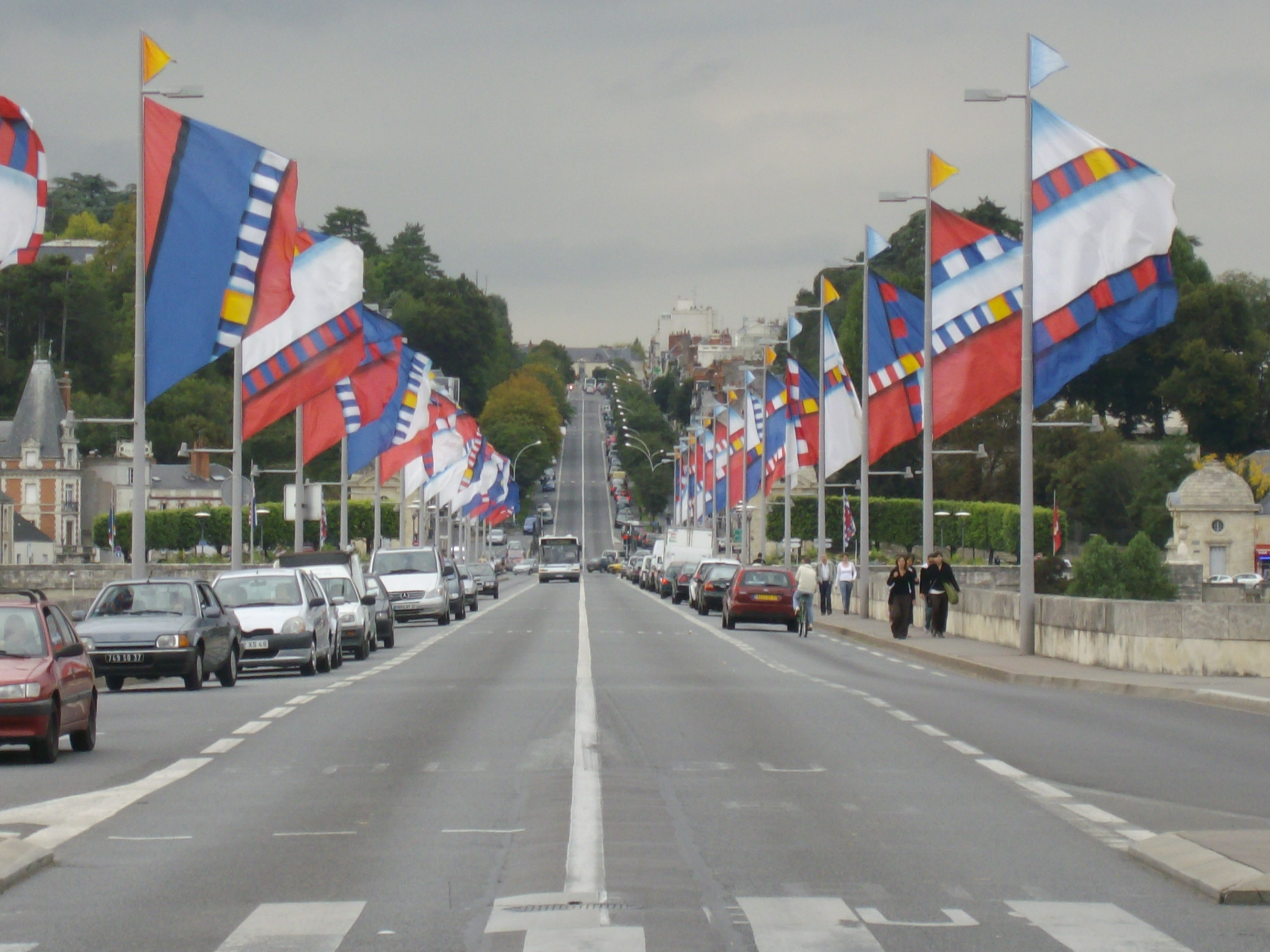
Pont Wilson et avenue de la Tranchée.

## Parcours
Paris-Tours a connu de nombreux changements de parcours bien que la distance soit toujours restée d'environ 250 kilomètres. Le départ a été rapidement transféré de Paris, d'abord à Versailles, puis à Saint-Arnoult-en-Yvelines de 1998 à 2008. Depuis 2009, le parcours commence dans le département d'Eure-et-Loir, d'abord dans une ville différente : Chartres en 2009, Voves en 2011, Bonneval en 2014, Brou en 2017 ; puis, depuis 2018, il est fixé à Chartres. La course traverse trois départements : l'Eure-et-Loir, le Loir-et-Cher, et l'Indre-et-Loire, et passe notamment par Vendôme et Amboise.
Autrefois à Amboise les coureurs traversaient la Loire. Désormais ils restent sur la rive droite et ne traversent la Loire qu'à Tours, à quelques encablures de l'arrivée.
Dans les 50 derniers kilomètres les coureurs doivent parcourir des chemins caillouteux, dits « chemins de vignes », neuf secteurs de 12,5 kilomètres au total, ainsi que sept côtes courtes et sèches, la dernière, la côte de Rochecorbon, située à 10 kilomètres environ de l'arrivée. Ces deux types de difficulté s'enchaînent parfois sans transition.

## Caractéristiques

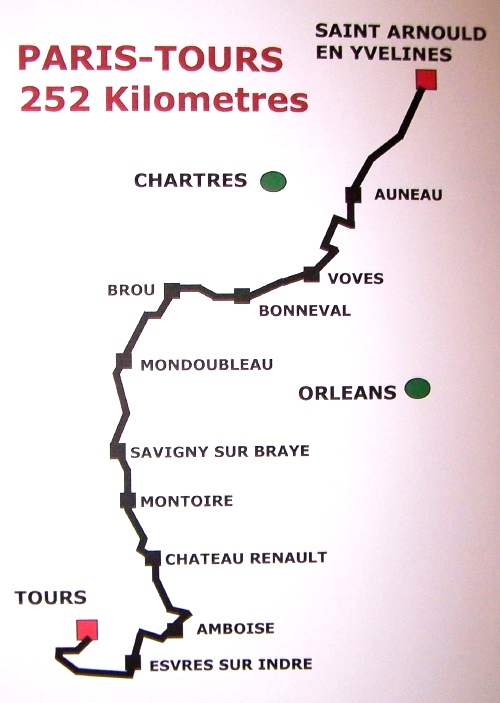
Parcours de l'édition 2008.

Autrefois connue comme la plus plate des classiques, et surnommée « la classique des sprinteurs », l'épreuve se rapproche aujourd'hui davantage des classiques flandriennes.
En effet, depuis 2018, les coureurs doivent parcourir dans les 70 derniers kilomètres une dizaine de chemins caillouteux dits chemins de vignes d'une longueur cumulée d'environ dix kilomètres, nécessitant agilité pour les coureurs, et à peu près autant de petites côtes raides. L'arrivée se situe sur l'avenue de Grammont à Tours, offrant ainsi une dernière ligne droite de 800 mètres.
Le vent peut souvent être hostile : en 1988, Peter Pieters s'impose à une moyenne de 34 km/h, la plus lente depuis 57 ans. Cependant, Paris-Tours devient la classique la plus rapide lorsque le vent est favorable aux coureurs, Óscar Freire gagnant en 2010 à 47,730 km/h, ce qui lui permet de détenir le ruban jaune de la vitesse la plus rapide d'une classique. D'ailleurs le vainqueur de cette épreuve a été le détenteur du Ruban jaune à huit reprises dont la première fois en 1936 (Gustave Danneels) et la dernière en 2015 (Matteo Trentin).

## Place dans l'histoire du cyclisme

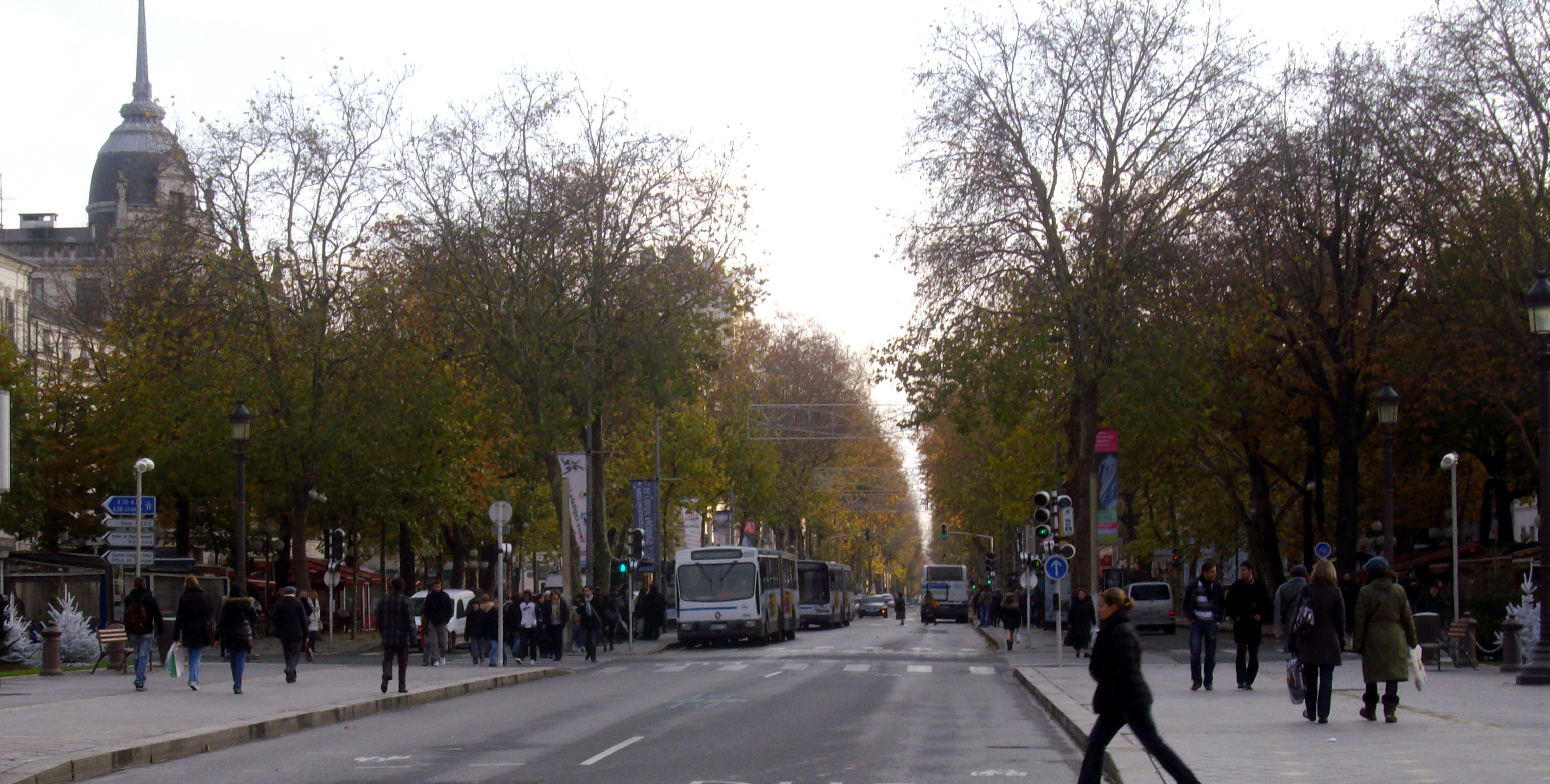
Avenue de Grammont à Tours, lieu de l'arrivée de Paris-Tours

Après Paris-Roubaix, Paris-Tours est, avec le Tour de Lombardie, l'épreuve cycliste qui s'est courue le plus grand nombre de fois (115e édition en 2021). Même les deux guerres mondiales l'ont peu affectée, puisque seules les éditions 1915, 1916 et 1940 ont été annulées.
C'est l'une des rares survivantes du XIXe siècle, les autres étant Milan-Turin, Liège-Bastogne-Liège et Paris-Roubaix.
À l’instar d’autres grandes classiques comme le Tour des Flandres ou le Tour de Lombardie, Paris-Tours a connu au fil des ans de multiples changements de tracé, sans que cela ne modifie la nature profonde de la course : elle a toujours été plus ou moins dévolue aux sprinteurs, du moins sur le papier. Toutefois, depuis l'introduction des chemins de vignes en 2018, le changement est plus notable.
Autrefois inscrite au calendrier de la Coupe du Monde, le premier niveau mondial, elle est rétrogradée depuis 2008 au deuxième niveau mondial, actuellement repris sous le terme d'UCI ProSeries et, de ce fait, n'attire plus un plateau aussi relevé qu'auparavant. Cependant elle garde encore une certaine renommée de par son caractère historique et institutionnel. En effet la course est l'une des plus anciennes du calendrier, et elle a toujours bénéficié de l'appui et de l'organisation d'un partenaire puissant (d'abord le journal L'Auto puis le journal L'Équipe, et actuellement ASO).
Depuis les années 2000 environ, le terme officieux de « Monument » est apparu pour désigner les classiques les plus prestigieuses, selon des critères qui semblent faire consensus chez les suiveurs (ancienneté, distance, caractéristiques du parcours, palmarès…). Bien qu'elle remplisse la plupart de ces critères, Paris-Tours n'est pas considérée comme un Monument, sans doute du fait de son absence de difficulté intrinsèque (du moins jusqu'en 2018).
Surnommée autrefois « la course des lévriers » pour son extrême rapidité, puis « la classique des sprinteurs », elle est aujourd'hui une course de second rang, à l'identité aussi forte que floue, conservant cependant un certain prestige de par son caractère historique, immuable et institutionnel.

## Doublé Paris-Tours - Tour de Lombardie
Les deux Classiques des feuilles mortes se sont longtemps déroulées à une semaine d'intervalle, mais le doublé Paris-Tours / Tour de Lombardie fut rare dans l'histoire, car les profils de ces deux courses sont radicalement différents. Seuls trois coureurs ont réalisé ce doublé : Rik Van Looy en 1959, Jo de Roo en 1962 et 1963, et Philippe Gilbert en 2009. Philippe Thys a lui aussi gagné les deux courses la même année (en 1917), mais à l'époque Paris-Tours se courait au printemps.

## Faits marquants dans l'histoire récente
- En 1986 l'Australien Phil Anderson est le premier non-européen à s'imposer, suivi trente ans plus tard par le Colombien Fernando Gaviria.
- En s'imposant en 1998, Jacky Durand met fin à une période de 42 ans sans victoire française (Albert Bouvet, 1956).
- En 2001, le grimpeur Richard Virenque y signe son exploit le plus inattendu, en étant victorieux après une longue échappée de 242 km.
- En 2005 Erik Zabel s'impose pour la troisième fois, devenant ainsi co-recordman de l'épreuve.
- En 2009 le Belge Tom Boonen se présente dans le final en compagnie de son compatriote Philippe Gilbert, vainqueur sortant, et du Slovène Borut Božič. Il est théoriquement le plus rapide des trois mais se fait piéger lors du sprint, et laisse échapper la victoire au profit de Gilbert, qui signe donc un doublé.

## Statistiques, records, anecdotes
- La vitesse moyenne la plus rapide a été établie en 2015 : 49,642 km/h. C'est l'italien Matteo Trentin qui s'est imposé cette année-là.
- Les co-recordmen de victoires sont le français Paul Maye, les belges Gustave Danneels et Guido Reybrouck, et l'allemand Erik Zabel, avec trois succès chacun.
- À noter que Gustave Danneels et Guido Reybrouck ont un lien de parenté : le premier est l'oncle du second.
- Dans le registre familial, on peut aussi remarquer que deux frères ont remporté l'épreuve consécutivement : il s'agit de Francis et Henri Pélissier, victorieux en 1921 et 1922.
- Lors de l'édition de 1921 remportée par Francis Pélissier, la moitié du peloton abandonna loin de l'arrivée, à Chartres. Les conditions météorologiques étaient épouvantables, avec des tempêtes de neige (la course se déroulait au printemps à cette époque).
- Avec le Championnat de Zürich et Bordeaux-Paris, c'est l'une des rares grandes classiques de son époque qu'Eddy Merckx n'a pas accrochée à son palmarès. Dans le cas de Paris-Tours il s'agissait probablement pour lui d'un manque de motivation, tant l'épreuve paraît largement à sa portée (lui qui a notamment remporté sept fois Milan-San Remo). Il préférait sans doute se concentrer sur d'autre objectifs à cette période de la saison (Tour de Lombardie, épreuves sur piste), ou favoriser la victoire d'un de ses équipiers en remerciement du travail accompli toute la saison (comme ce fut le cas en 1968 où il aida Guido Reybrouck à gagner).
- Paris-Tours est l'une des seules classiques de son époque qu'Eddy Merckx n'a jamais remportée. Le champion belge n'est même jamais monté sur le podium. En sept participations, son meilleur résultat est une sixième place en 1973. À noter qu'en 1973, Merckx a écrit dans Mes 50 victoires en 1973 pour expliquer son manque de succès dans cette épreuve : « La difficulté de Paris-Tours, c'est qu'il n'y en a pas ! ». Il faisait allusion à l'absence de côte susceptible de créer une sélection.
- Parmi les autres grands coureurs qui s'y sont illustrés sans jamais concrétiser, on peut citer Louison Bobet (3 podiums), Roger de Vlaeminck (2 podiums), Niki Terpstra (4 podiums) ou encore Maurizio Fondriest (3 podiums).
- Au nombre de victoires par nation, après l'édition 2024 c'est la Belgique qui domine avec 42 victoires, devant la France (34) et les Pays-Bas (12).
- On n'a jamais vu le maillot arc-en-ciel lever les bras en vainqueur sur Paris-Tours. En effet la victoire est parfois revenue à un ex-champion du monde ou à un futur champion du monde (Óscar Freire, Philippe Gilbert, Johan Museeuw…), mais jamais au champion du monde en titre. De manière générale il est intéressant de constater que voir le maillot arc-en-ciel s'imposer sur une classique, quelle qu'elle soit, reste curieusement un fait relativement rare (d'où peut-être la réputation de malédiction parfois attachée à ce maillot).

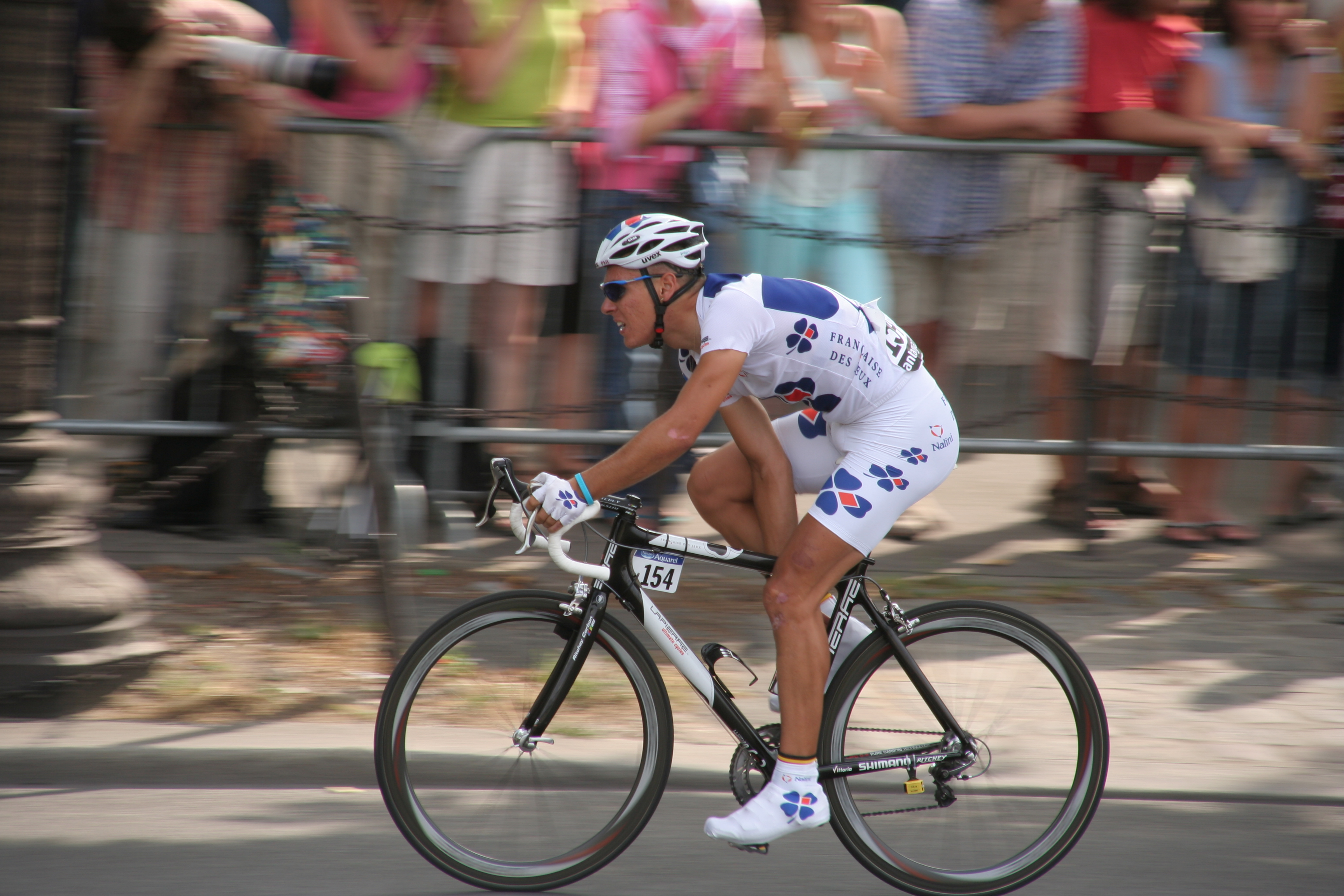
Philippe Gilbert, vainqueur en 2008 et 2009

## Podiums

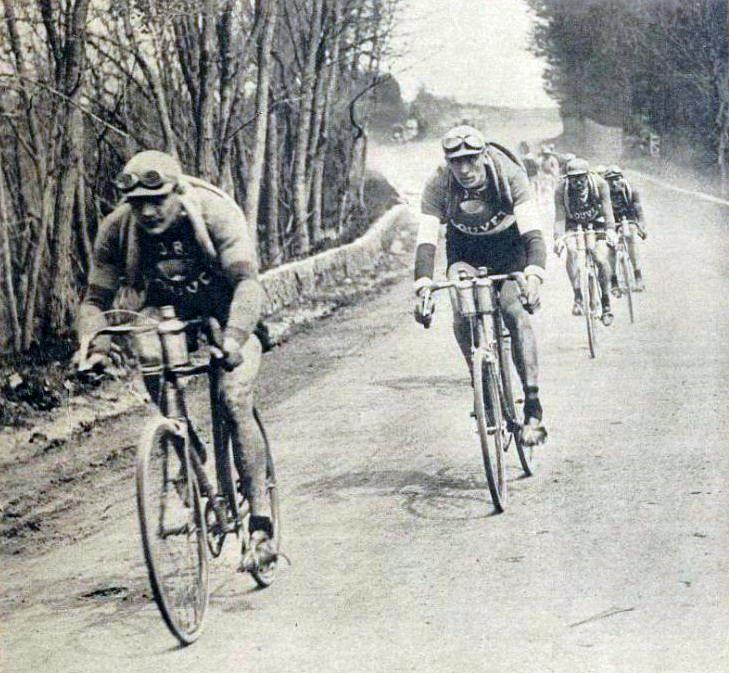
Paris-Tours en 1922, Brunier devant F. Pélissier précédent vainqueur, et H. Pelissier futur vainqueur.

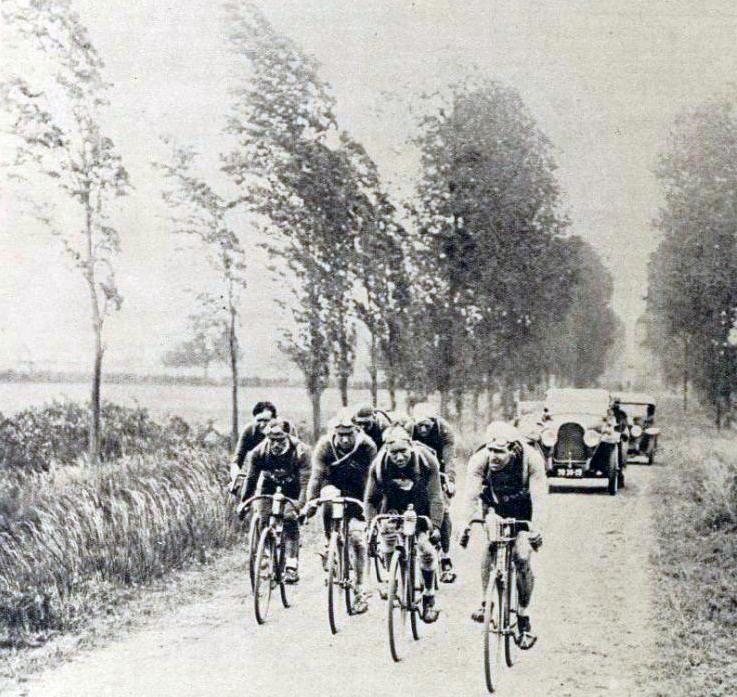
Paris-Tours en 1923, entre Neuillé-Pont-Pierre et Château-Lavallière, dans la tempête.

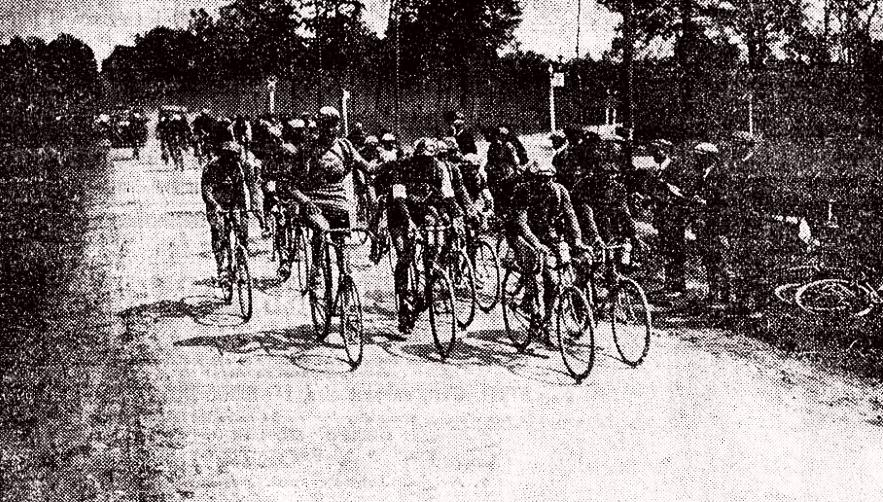
Paris-Tours en 1924 (peu avant Bourgueil).

| Année                | Vainqueur                                          | Deuxième                                           | Troisième                                          |                                                    |
| -------------------- | -------------------------------------------------- | -------------------------------------------------- | -------------------------------------------------- | -------------------------------------------------- |
| Paris-Tours          |                                                    |                                                    |                                                    |                                                    |
| 1896                 | Eugène Prévost                                     | Émile Ouzou                                        | Lucien Louvet                                      |                                                    |
| 1897-1900            | Non-disputé                                        | Non-disputé                                        | Non-disputé                                        | Non-disputé                                        |
| 1901                 | Jean Fischer                                       | Georges Lorgeou                                    | Édouard Wattelier                                  |                                                    |
| 1902-1905            | Non-disputé                                        | Non-disputé                                        | Non-disputé                                        | Non-disputé                                        |
| 1906                 | Lucien Petit-Breton                                | Louis Trousselier                                  | Henri Cornet                                       |                                                    |
| 1907                 | Georges Passerieu                                  | André Pottier                                      | Émile Georget                                      |                                                    |
| 1908                 | Omer Beaugendre                                    | Frédéric Saillot                                   | François Faber                                     |                                                    |
| 1909                 | François Faber                                     | Jean Alavoine                                      | Ernest Paul                                        |                                                    |
| 1910                 | François Faber                                     | Louis Trousselier                                  | Émile Engel                                        |                                                    |
| 1911                 | Octave Lapize                                      | Cyrille Van Hauwaert                               | Émile Georget                                      |                                                    |
| 1912                 | Louis Heusghem                                     | Charles Deruyter                                   | Lucien Petit-Breton                                |                                                    |
| 1913                 | Charles Crupelandt                                 | Georges Passerieu                                  | Louis Luguet                                       |                                                    |
| 1914                 | Oscar Egg                                          | Émile Engel                                        | Philippe Thys                                      |                                                    |
| 1915-1916            | Non-disputé à cause de la Première Guerre mondiale | Non-disputé à cause de la Première Guerre mondiale | Non-disputé à cause de la Première Guerre mondiale | Non-disputé à cause de la Première Guerre mondiale |
| 1917                 | Philippe Thys                                      | Marcel Godivier                                    | Eugène Christophe                                  |                                                    |
| 1918                 | Charles Mantelet                                   | Lucien Cazalis                                     | Alexis Michiels                                    |                                                    |
| 1919                 | Hector Tiberghien                                  | René Vandenhove                                    | Jean Rossius                                       |                                                    |
| 1920                 | Eugène Christophe                                  | Honoré Barthélémy                                  | Albert Dejonghe                                    |                                                    |
| 1921                 | Francis Pélissier                                  | Louis Mottiat                                      | Eugène Christophe                                  |                                                    |
| 1922                 | Henri Pélissier                                    | Heiri Suter                                        | Robert Jacquinot                                   |                                                    |
| 1923                 | Paul Deman                                         | Félix Sellier                                      | Hector Tiberghien                                  |                                                    |
| 1924                 | Louis Mottiat                                      | Nicolas Frantz                                     | Jules Huyvaert                                     |                                                    |
| 1925                 | Denis Verschueren                                  | August Mortelmans                                  | Jean Hillarion                                     |                                                    |
| 1926                 | Heiri Suter                                        | Kastor Notter                                      | Nicolas Frantz                                     |                                                    |
| 1927                 | Heiri Suter                                        | Gustave Van Slembrouck                             | Georges Ronsse                                     |                                                    |
| 1928                 | Denis Verschueren                                  | Charles Pélissier                                  | Marius Gallotini                                   |                                                    |
| 1929                 | Nicolas Frantz                                     | Aimé Deolet                                        | Georges Ronsse                                     |                                                    |
| 1930                 | Jean Maréchal                                      | Marcel Bidot                                       | Frans Bonduel                                      |                                                    |
| 1931                 | André Leducq                                       | Roger Parioleau                                    | Alfred Hamerlinck                                  |                                                    |
| 1932                 | Julien Moineau                                     | Herbert Sieronski                                  | Amulio Viarengo                                    |                                                    |
| 1933                 | Jules Merviel                                      | Antonin Magne                                      | Ludwig Geyer                                       |                                                    |
| 1934                 | Gustave Danneels                                   | Romain Gijssels                                    | Félicien Vervaecke                                 |                                                    |
| 1935                 | René Le Grevès                                     | Roger Lapebie                                      | Raffaele Di Paco                                   |                                                    |
| 1936                 | Gustave Danneels                                   | Fernand Mithouard                                  | Jules Coelaert                                     |                                                    |
| 1937                 | Gustave Danneels                                   | Frans Bonduel                                      | Edgard De Caluwé                                   |                                                    |
| 1938                 | Jules Rossi                                        | Albertin Dissaux                                   | Paul Maye                                          |                                                    |
| 1939                 | Frans Bonduel                                      | Lucien Storme                                      | Theo Pirmez                                        |                                                    |
| 1940                 | Non-disputé à cause de la Seconde Guerre mondiale  | Non-disputé à cause de la Seconde Guerre mondiale  | Non-disputé à cause de la Seconde Guerre mondiale  | Non-disputé à cause de la Seconde Guerre mondiale  |
| 1941                 | Paul Maye                                          | Albert Goutal                                      | Pierre Cloarec                                     |                                                    |
| 1942                 | Paul Maye                                          | Gérard Virol                                       | Jules Rossi                                        |                                                    |
| 1943                 | Gabriel Gaudin                                     | Achiel Buysse                                      | Albert Hendrickx                                   |                                                    |
| 1944                 | Lucien Teisseire                                   | Louis Gauthier                                     | Louis Thiétard                                     |                                                    |
| 1945                 | Paul Maye                                          | Joseph Goutorbe                                    | Émile Idée                                         |                                                    |
| 1946                 | Albéric Schotte                                    | Roger Prévotal                                     | Maurice De Muer                                    |                                                    |
| 1947                 | Albéric Schotte                                    | Émile Idée                                         | Albert Sercu                                       |                                                    |
| 1948                 | Louis Caput                                        | Robert Mignat                                      | Émile Idée                                         |                                                    |
| 1949                 | Albert Ramon                                       | Paul Néri                                          | Jacques Geus                                       |                                                    |
| 1950                 | André Mahé                                         | Urbain Caffi                                       | Guy Lapébie                                        |                                                    |
| 1951                 | Jacques Dupont                                     | Alfredo Martini                                    | Attilio Redolfi                                    |                                                    |
| 1952                 | Raymond Guégan                                     | Briek Schotte                                      | Louis Caput                                        |                                                    |
| 1953                 | Jozef Schils                                       | Ferdi Kübler                                       | Georges Gilles                                     |                                                    |
| 1954                 | Gilbert Scodeller                                  | Louison Bobet                                      | Pierre Michel                                      |                                                    |
| 1955                 | Jacques Dupont                                     | Alfred De Bruyne                                   | Jean-Marie Cieleska                                |                                                    |
| 1956                 | Albert Bouvet                                      | Julien Schepens                                    | Louison Bobet                                      |                                                    |
| 1957                 | Alfred De Bruyne                                   | Louison Bobet                                      | Angelo Conterno                                    |                                                    |
| 1958                 | Gilbert Desmet                                     | Alfred De Bruyne                                   | François Mahé                                      |                                                    |
| 1959                 | Rik Van Looy                                       | Coen Niesten                                       | André Noyelle                                      |                                                    |
| 1960                 | Jo de Haan                                         | Mies Stolker                                       | Luís Otaño                                         |                                                    |
| 1961                 | Jos Wouters                                        | Gilbert Desmet                                     | Anatole Novak                                      |                                                    |
| 1962                 | Jo de Roo                                          | Frans Melckenbeeck                                 | Benoni Beheyt                                      |                                                    |
| 1963                 | Jo de Roo                                          | Tom Simpson                                        | Raymond Poulidor                                   |                                                    |
| 1964                 | Guido Reybrouck                                    | Rik Van Looy                                       | Gustaaf De Smet                                    |                                                    |
| 1965                 | Gerben Karstens                                    | Gustaaf De Smet                                    | Fernand Deferm                                     |                                                    |
| 1966                 | Guido Reybrouck                                    | Rik Van Looy                                       | Paul Lemeteyer                                     |                                                    |
| 1967                 | Rik Van Looy                                       | Barry Hoban                                        | José Samyn                                         |                                                    |
| 1968                 | Guido Reybrouck                                    | Walter Godefroot                                   | Éric Leman                                         |                                                    |
| 1969                 | Herman Van Springel                                | Frans Verbeeck                                     | Roger Jochmans                                     |                                                    |
| 1970                 | Jürgen Tschan                                      | René Pijnen                                        | Guido Reybrouck                                    |                                                    |
| 1971                 | Rik Van Linden                                     | Marino Basso                                       | Gerben Karstens                                    |                                                    |
| 1972                 | Noël Vantyghem                                     | Jos Huysmans                                       | Willy De Geest                                     |                                                    |
| 1973                 | Rik Van Linden                                     | Roger De Vlaeminck                                 | Frans Verbeeck                                     |                                                    |
| Versailles-Tours     |                                                    |                                                    |                                                    |                                                    |
| 1974                 | Francesco Moser                                    | Jean-Pierre Danguillaume                           | non attribuée                                      |                                                    |
| Tours-Versailles     |                                                    |                                                    |                                                    |                                                    |
| 1975                 | Freddy Maertens                                    | Frans Van Looy                                     | Roger De Vlaeminck                                 |                                                    |
| 1976                 | Ronald De Witte                                    | Raymond Poulidor                                   | Robert Bouloux                                     |                                                    |
| Grand Prix d'Automne |                                                    |                                                    |                                                    |                                                    |
| 1977                 | Joop Zoetemelk                                     | Johan De Muynck                                    | Hennie Kuiper                                      |                                                    |
| Blois-Paris          |                                                    |                                                    |                                                    |                                                    |
| 1978                 | Jan Raas                                           | Joseph Jacobs                                      | Guido Van Calster                                  |                                                    |
| Blois-Chaville       |                                                    |                                                    |                                                    |                                                    |
| 1979                 | Joop Zoetemelk                                     | Giuseppe Saronni                                   | Jan Raas                                           |                                                    |
| 1980                 | Daniel Willems                                     | Alain Vigneron                                     | Eddy Vanhaerens                                    |                                                    |
| 1981                 | Jan Raas                                           | Ferdi Van Den Haute                                | Luc Colijn                                         |                                                    |
| 1982                 | Jean-Luc Vandenbroucke                             | Pierino Gavazzi                                    | Fons De Wolf                                       |                                                    |
| 1983                 | Ludo Peeters                                       | Adrie van der Poel                                 | Jan Raas                                           |                                                    |
| 1984                 | Sean Kelly                                         | Steven Rooks                                       | Bruno Wojtinek                                     |                                                    |
| Créteil-Chaville     |                                                    |                                                    |                                                    |                                                    |
| 1985                 | Ludo Peeters                                       | Moreno Argentin                                    | Sean Kelly                                         |                                                    |
| 1986                 | Phil Anderson                                      | Jean-Louis Peillon                                 | Charly Mottet                                      |                                                    |
| 1987                 | Adrie van der Poel                                 | Teun van Vliet                                     | Maurizio Fondriest                                 |                                                    |
| Chaville-Tours       |                                                    |                                                    |                                                    |                                                    |
| 1988                 | Peter Pieters                                      | Jan Goessens                                       | Sean Kelly                                         |                                                    |
| 1989                 | Jelle Nijdam                                       | Eric Vanderaerden                                  | Johan Museeuw                                      |                                                    |
| Paris-Tours          |                                                    |                                                    |                                                    |                                                    |
| 1990                 | Rolf Sørensen                                      | Phil Anderson                                      | Maurizio Fondriest                                 |                                                    |
| 1991                 | Johan Capiot                                       | Olaf Ludwig                                        | Nico Verhoeven                                     |                                                    |
| 1992                 | Hendrik Redant                                     | Christian Henn                                     | Olaf Ludwig                                        |                                                    |
| 1993                 | Johan Museeuw                                      | Maurizio Fondriest                                 | Alexander Gontchenkov                              |                                                    |
| 1994                 | Erik Zabel                                         | Gianluca Bortolami                                 | Zbigniew Spruch                                    |                                                    |
| 1995                 | Nicola Minali                                      | Andreï Tchmil                                      | Sven Teutenberg                                    |                                                    |
| 1996                 | Nicola Minali                                      | Tom Steels                                         | Giovanni Lombardi                                  |                                                    |
| 1997                 | Andreï Tchmil                                      | Maximilian Sciandri                                | Henk Vogels                                        |                                                    |
| 1998                 | Jacky Durand                                       | Mirko Gualdi                                       | Jaan Kirsipuu                                      |                                                    |
| 1999                 | Marc Wauters                                       | Gianni Faresin                                     | Jaan Kirsipuu                                      |                                                    |
| 2000                 | Andrea Tafi                                        | Andreï Tchmil                                      | Daniele Nardello                                   |                                                    |
| 2001                 | Richard Virenque                                   | Óscar Freire                                       | Erik Zabel                                         |                                                    |
| 2002                 | Jakob Piil                                         | Jacky Durand                                       | Erik Zabel                                         |                                                    |
| 2003                 | Erik Zabel                                         | Alessandro Petacchi                                | Stuart O'Grady                                     |                                                    |
| 2004                 | Erik Dekker                                        | Danilo Hondo                                       | Óscar Freire                                       |                                                    |
| 2005                 | Erik Zabel                                         | Daniele Bennati                                    | Allan Davis                                        |                                                    |
| 2006                 | Frédéric Guesdon                                   | Kurt Asle Arvesen                                  | Stuart O'Grady                                     |                                                    |
| 2007                 | Alessandro Petacchi                                | Francesco Chicchi                                  | Óscar Freire                                       |                                                    |
| 2008                 | Philippe Gilbert                                   | Jan Kuyckx                                         | Sébastien Turgot                                   |                                                    |
| 2009                 | Philippe Gilbert                                   | Tom Boonen                                         | Borut Božič                                        |                                                    |
| 2010                 | Óscar Freire                                       | Angelo Furlan                                      | Gert Steegmans                                     |                                                    |
| 2011                 | Greg Van Avermaet                                  | Marco Marcato                                      | Kasper Klostergaard                                |                                                    |
| 2012                 | Marco Marcato                                      | Laurens De Vreese                                  | Niki Terpstra                                      |                                                    |
| 2013                 | John Degenkolb                                     | Michael Mørkøv                                     | Arnaud Démare                                      |                                                    |
| 2014                 | Jelle Wallays                                      | Thomas Voeckler                                    | Jens Debusschere                                   |                                                    |
| 2015                 | Matteo Trentin                                     | Tosh Van der Sande                                 | Greg Van Avermaet                                  |                                                    |
| 2016                 | Fernando Gaviria                                   | Arnaud Démare                                      | Jonas Van Genechten                                |                                                    |
| 2017                 | Matteo Trentin                                     | Søren Kragh Andersen                               | Niki Terpstra                                      |                                                    |
| 2018                 | Søren Kragh Andersen                               | Niki Terpstra                                      | Benoît Cosnefroy                                   |                                                    |
| 2019                 | Jelle Wallays                                      | Niki Terpstra                                      | Oliver Naesen                                      |                                                    |
| 2020                 | Casper Pedersen                                    | Benoît Cosnefroy                                   | Joris Nieuwenhuis                                  |                                                    |
| 2021                 | Arnaud Démare                                      | Franck Bonnamour                                   | Jasper Stuyven                                     |                                                    |
| 2022                 | Arnaud Démare                                      | Edward Theuns                                      | Sam Bennett                                        |                                                    |
| 2023                 | Riley Sheehan                                      | Lewis Askey                                        | Tobias Johannessen                                 |                                                    |
| 2024                 | Christophe Laporte                                 | Mathias Vacek                                      | Jasper Philipsen                                   |                                                    |

## Vainqueurs multiples
| Nombre de victoires | Coureur           | Nationalité | Années             |
| ------------------- | ----------------- | ----------- | ------------------ |
| 3                   | Gustave Danneels  | Belgique    | 1934 + 1936 + 1937 |
| 3                   | Paul Maye         | France      | 1941 + 1942 + 1945 |
| 3                   | Guido Reybrouck   | Belgique    | 1964 + 1966 + 1968 |
| 3                   | Erik Zabel        | Allemagne   | 1994 + 2003 + 2005 |
| 2                   | François Faber    | Luxembourg  | 1909 + 1910        |
| 2                   | Denis Verschueren | Belgique    | 1925 + 1928        |
| 2                   | Heiri Suter       | Suisse      | 1926 + 1927        |
| 2                   | Briek Schotte     | Belgique    | 1946 + 1947        |
| 2                   | Jacques Dupont    | France      | 1951 + 1955        |
| 2                   | Rik Van Looy      | Belgique    | 1959 + 1967        |
| 2                   | Jo de Roo         | Pays-Bas    | 1962 + 1963        |
| 2                   | Rik Van Linden    | Belgique    | 1971 + 1973        |
| 2                   | Joop Zoetemelk    | Pays-Bas    | 1977 + 1979        |
| 2                   | Jan Raas          | Pays-Bas    | 1978 + 1981        |
| 2                   | Ludo Peeters      | Belgique    | 1983 + 1985        |
| 2                   | Nicola Minali     | Italie      | 1995 + 1996        |
| 2                   | Philippe Gilbert  | Belgique    | 2008 + 2009        |
| 2                   | Matteo Trentin    | Italie      | 2015 + 2017        |
| 2                   | Jelle Wallays     | Belgique    | 2014 + 2019        |
| 2                   | Arnaud Démare     | France      | 2021 + 2022        |